# Hopfen (Stiefenhofen)
Hopfen (westallgäuerisch: Hopfə) ist ein Gemeindeteil der bayerisch-schwäbischen Gemeinde Stiefenhofen im Landkreis Lindau (Bodensee).

## Geographie

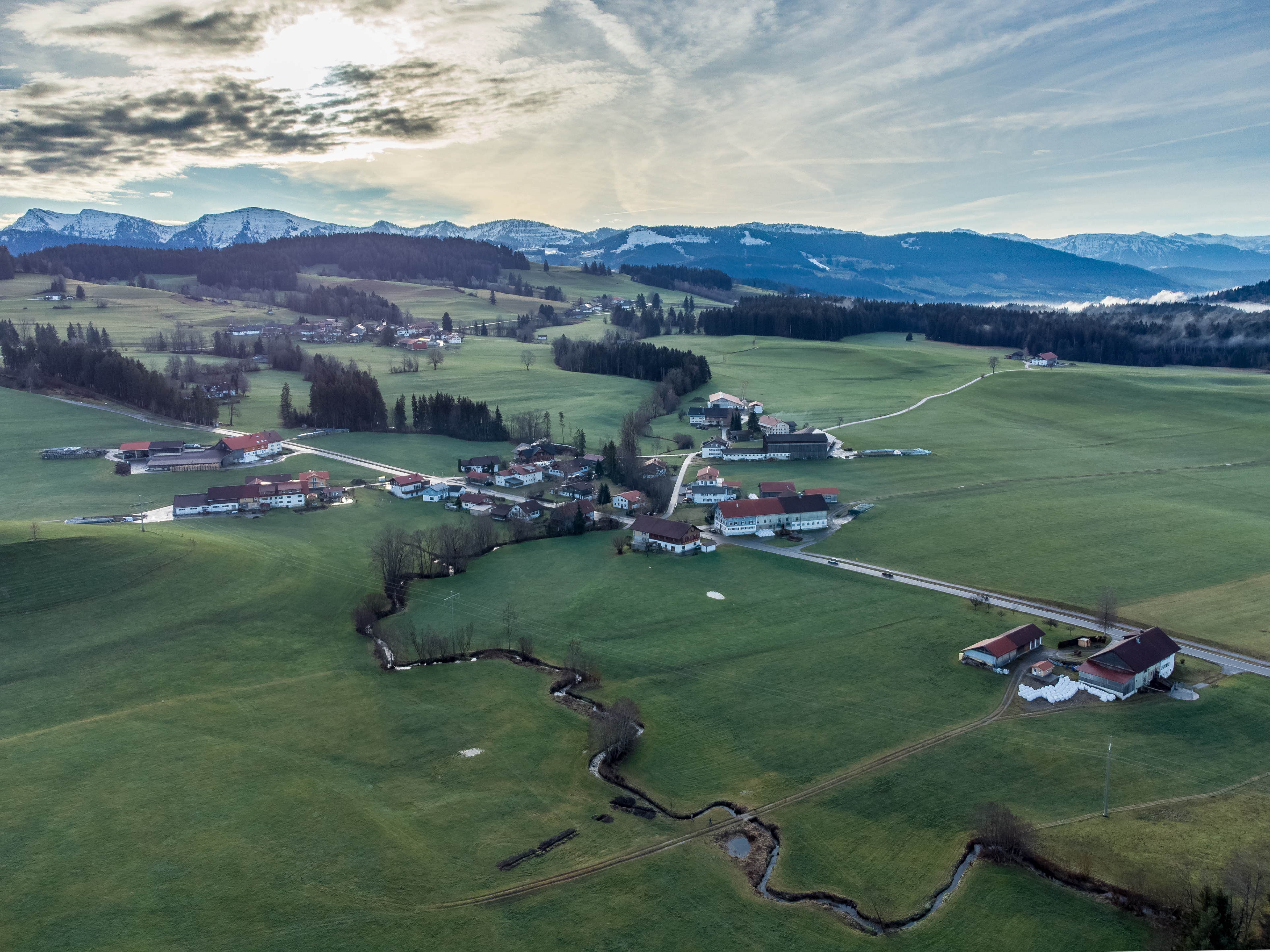
Burkatshofen im Vordergrund und Hopfen im Hintergrund

Das Dorf liegt circa drei Kilometer südwestlich des Hauptorts Stiefenhofen und zählt zur Region Westallgäu.

## Ortsname
Der Ortsname bezieht sich vermutlich auf den Hopfenanbau. Eine weitere Theorie bezieht sich auf den Personennamen Offo, diese ist aber nicht belegbar.

## Geschichte
Der Ort wurde erstmals im Jahr 1290 urkundlich als Hophin erwähnt. Um das Jahr 1650 wurde die Martinskapelle in Hopfen erbaut. Der Chor der Kapelle entstand um das Jahr 1800. Bis ins Jahr 1806 bezog das Kloster Mehrerau den Großzehnt mehrerer Güter im Ort. 1808 wurden 14 Anwesen in Hopfen gezählt. Im Jahr 1905 wurde die Sennereigenossenschaft in Hopfen gegründet. Seit 1935 findet alljährlich zum Patronatsfest der Kapelle der Reiterumzug Martinsritt statt.

## Baudenkmäler
Siehe: Liste der Baudenkmäler in Hopfen